# Bifur 3
Pour plus de détails, voir Fiche technique et Distribution.
Bifur 3 est un film français réalisé par Maurice Cam, sorti en 1945.

## Synopsis
Deux routiers recueillent une passagère sur la route de Marseille. L'un des deux ébauche une aventure avec cette femme mystérieuse poursuivie par son mari. Le mari finit par avoir un accident mortel, mais, arrivée à Marseille, l'inconnue abandonne le routier. 
Le chauffeur reste avec ses regrets et retourne au foyer conjugal.

## Fiche technique
- Titre : Bifur 3
- Réalisation : Maurice Cam
- Scénario : Louis Poterat
- Dialogues : André-Paul Antoine
- Photographie : Jean Isnard
- Montage : Jeannette Berton
- Musique : Henri Verdun
- Décors : Robert Dumesnil
- Société de production : S.B. Films - Productions SIGMA
- Pays de production :  France
- Format : Noir et blanc — 35 mm — 1,37:1 — Son : Mono
- Durée : 92 minutes
- Date de sortie :	
  - France : 29 août 1945

## À noter
- Commencé en août 1939 et interrompu du fait de la mobilisation générale, le tournage de ce film a repris entre la fin de 1942 et le début de l'année 1943, avec quelques changements dans sa distribution, mais ne sera finalement achevé qu'en 1944 pour les prises de vues nocturnes, qui nécessitaient alors l'obtention de dérogations spéciales rarement accordées.
- Le 20 août 1944, le comédien Raymond Aimos qui avait l'un des rôles principaux du film, est tué lors de la Libération de Paris. Il devait encore tourner quelques scènes. Le scénario sera alors légèrement modifié. Quand la situation sera plus calme, les dernières scènes seront tournées en octobre, et novembre 1944. Le film sortira en salles en France le 29 août 1945, soit un an après la mort de Aimos.
- Ce film sera très souvent diffusé lors des débuts de la télévision française (ORTF) entre 1949 et 1960.